# Tussensprintklassement
Het tussensprintklassement (in België ook: rushesklassement) in de wielersport is een nevenklassement in de vorm van een puntenklassement, waarbij expliciet de punten aan de aankomststreep niet meetellen. Er zijn dus alleen punten te halen  bij tussensprints op een aantal vooraf vastgestelde plaatsen op het parcours.
Het bekendste tussensprintklassement uit de geschiedenis is waarschijnlijk dat van de Ronde van Frankrijk (tussen 1983 en 1989), waarvan de leider een rode trui droeg. Daarnaast heeft de Ronde van Italië een tussensprintklassement waar weliswaar geen trui voor wordt uitgereikt. Voordien kende de Ronde van Italië overigens de Intergiro, een uniek tussensprintklassement dat op tijd en niet op punten ging. Andere grote meerdaagse wielerwedstrijden met een apart tussensprintklassement zijn de Ronde van Polen (rode trui), de Tour Down Under (rode trui), de Ronde van België (rode trui), de Ronde van Zwitserland (donkerblauwe trui) en de Ronde van het Baskenland (ook blauwe trui).
Overigens zijn er ook eendagswedstrijden zoals de Clásica San Sebastián die een tussensprintklassement opmaken van één dag. Er is dan uiteraard geen trui, maar wel een geldprijs aan verbonden.
Algemeen klassement · Bergklassement · Combinatieklassement · Jongerenklassement · Ploegenklassement · Puntenklassement · Strijdlustklassement · Tussensprintklassement
 Blauwe trui ·   Bolletjestrui ·  Gele trui ·  Groene trui ·  Paarse trui ·  Rode trui ·  Roze trui ·  Witte trui ·  Zwarte trui ·  Regenboogtrui ·  Sterrentrui